# شوهر دوم
شوهر دوم (کره‌ای: 두 번째 남편؛ انگلیسی: The Second Husband) یک مجموعه تلویزیونی محصول کره جنوبی در سال ۲۰۲۱ با بازی چا سو وون، اوم هیون کیونگ، اوه سونگ آه و هان کی وونگ است. این مجموعه به کارگردانی کیم چیل بونگ و به نویسندگی سو هیون جو برای پان انترتینمنت است و داستان زنی را روایت می‌کند که خانوادهٔ خود را ناعادلانه از دست داده است و برای انتقام در میان عشق و سرنوشت درگیر می‌شود.
این مجموعه از ۹ اوت ۲۰۲۱ تا ۵ آوریل ۲۰۲۲ در طول روزهای هفته ساعت ۱۹:۱۰ (کی‌اس‌تی) از ام‌بی‌سی پخش شد.
این مجموعه در ابتدا برای ۱۲۰ قسمت برنامه‌ریزی شده بود، به دلیل محبوبیت آن، برای ۳۰ قسمت دیگر تمدید شد که در مجموع ۱۵۰ قسمت پخش شد.